# María Virginia Zonta
María Virginia Zonta (Santa Fe, 30 de septiembre de 1989) es una jugadora de voleibol de playa argentina. En 2012 jugó con Ana Gallay. Participaron en el torneo de los Juegos Olímpicos de Verano de 2012, perdiendo sus tres partidos de grupo.

## Carrera
Zonta forma dúo con Ana Gallay desde 2010. En los años siguientes, las dos argentinas se convirtieron en el equipo más exitoso de su país y también lograron varios primeros puestos en torneos sudamericanos. Participaron en el Abierto de Brasilia en 2011 y 2012, así como en el torneo de Sanya en 2012, pero no terminaron por encima del puesto 41. Gallay/Zonta se clasificaron para los Juegos Olímpicos de Londres 2012 gracias a la Copa Continental. Allí fueron el único dúo femenino de su país que compitió en la ronda preliminar contra, entre otros, las eventuales medallistas de plata Kessy/Ross de Estados Unidos. Sin embargo, no pudieron ganar ningún set en sus tres partidos de la fase de grupos y tuvieron que despedirse tras la ronda preliminar. En 2013, Gallay/Zonta ganaron el primer torneo del Tour Continental en Chile. En los siguientes torneos del circuito ocuparon del segundo al cuarto lugar. También quedaron 17° en el Grand Slam de Corrientes. Después de un quinto puesto en la Copa Continental, las dos se separaron.
Zonta jugó en el Tour Continental con Julieta Puntin en 2014, Cecilia Peralta en 2015/2018 y María Julia Benet en 2016. Después del final de la carrera de Georgina Klug, Zonta volvió a jugar en 2017 junto a Ana Gallay, con quien llegó a la ronda principal del Mundial de Viena y fue eliminada aquí contra las brasileñas Larissa/Talita.
En la temporada 2019/2020, Brenda Churín, de 19 años, fue compañera de Zonta en la gira continental.